# Kantoor van de Chartered Bank
Het kantoor van de Chartered Bank of India, Australia and China in Jakarta, Indonesië is gebouwd in 1921. De architecten waren Eduard Cuypers en Marius Hulswit en hadden het gebouw vermoedelijk al in 1914-1915 ontworpen.
De Chartered Bank of India, Australia and China had sinds 1863 een filiaal in Batavia, zoals Jakarta toen heette, en zocht een nieuw onderkomen. Uit verschillende ontwerpen die het architectenbureau van Cuypers en Hulswit maakte en voorstelde koos de directie het Beaux-arts-ontwerp. De stijl van de Beaux-arts was wereldwijd een gangbare stijl voor bankgebouwen en ook het filiaal in Singapore was in deze trant gebouwd. Voor Batavia was het een primeur. Het drie verdieping tellende pand was 100 meter lang en kwam met de lange zijde aan de Melaka wat een smalle straat was. De voorgevel was 30 meter en lag aan de Kali-Besar-west. Op de hoek heeft het gebouw een ronde hoektoren met een koepeltje. De hoofdingang lag aan de Melaka waar ook het trappenhuis was. Het trappenhuis was versierd met acht meter hoge gebrandschilderde ramen ontworpen door Johan Kamp en geproduceerd door Sabelis & co in Haarlem. De vijf ramen verbeelden de vijf producten: suiker, rubber, rijst, thee en tabak. De eerstesteenlegging vond plaats op 27 februari 1921 en werd uitgevoerd door de dochter van de directeur.
In 2017 was het pand nog verwaarloosd en stond het leeg.

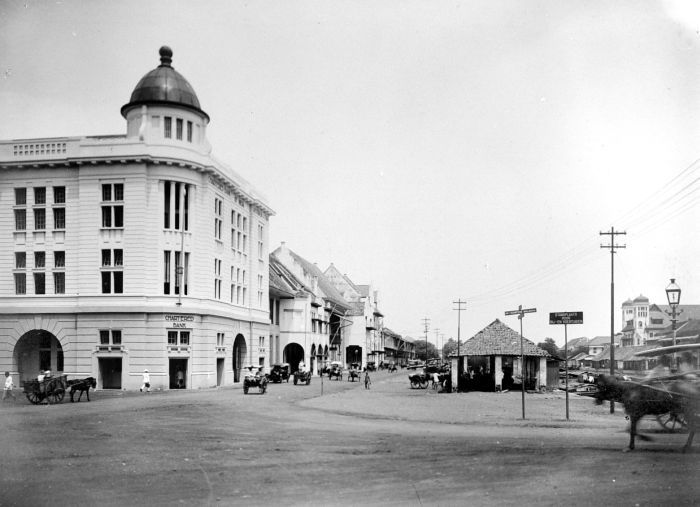
Kantoor aan de Kali Besar, tussen 1920-1940